# Kalore (geslacht)
Kalore is een kevergeslacht uit de familie van de boktorren (Cerambycidae). De wetenschappelijke naam van het geslacht werd voor het eerst geldig gepubliceerd in 2006 door Martins & Galileo.

## Soorten
Kalore omvat de volgende soorten:
- Kalore asanga Martins & Galileo, 2006
- Kalore minima Galileo & Martins, 2011